# 曾輝纘
曾輝纘（？—？），福建閩縣人，清朝政治人物。
曾輝纘為康熙二十年（1681年）辛酉科舉人。曾任福建漳浦縣教諭。康熙四十五年（1706年）上任臺灣府儒學教授。